# Tancredi Pasero
Tancredi Pasero (Giacinto Tommaso) (Turín, 11 de enero de 1893-Milán; 17 de febrero de 1983) fue un famoso bajo de ópera italiano, considerado uno de los grandes exponentes de su cuerda en Italia junto a Ezio Pinza, Nazareno de Angelis, Cesare Siepi y Nicola Rossi-Lemeni.
Debutó en 1917 en Aída en Turín y luego en Vicenza como el conde Rodolfo en La sonnambula de Bellini.
Cantó en Londres, Paris, Barcelona, Berlín, Hamburgo, Bruselas,  Teatro Costanzi de Roma, el Teatro Colón de Buenos Aires en 1924, 1926, 1927, 1930 y el Metropolitan Opera entre 1929-33.
El teatro  La Scala, Milan, fue su hogar artístico donde debutó en 1926, sus roles más famosos fueron Filippo II,  Oroveso, Raimondo, Miller, Ferrando, Fiesco, Padre Guardiano, Alvise, Heinrich, Marke, Pogner, Hagen, Gurnemanz, Nerone y Borís Godunov.
Se retiró en 1950.